# Proechimys kulinae
Proechimys kulinae là một loài động vật có vú trong họ Echimyidae, bộ Gặm nhấm. Loài này được da Silva miêu tả năm 1998.